# Maurice Demierre

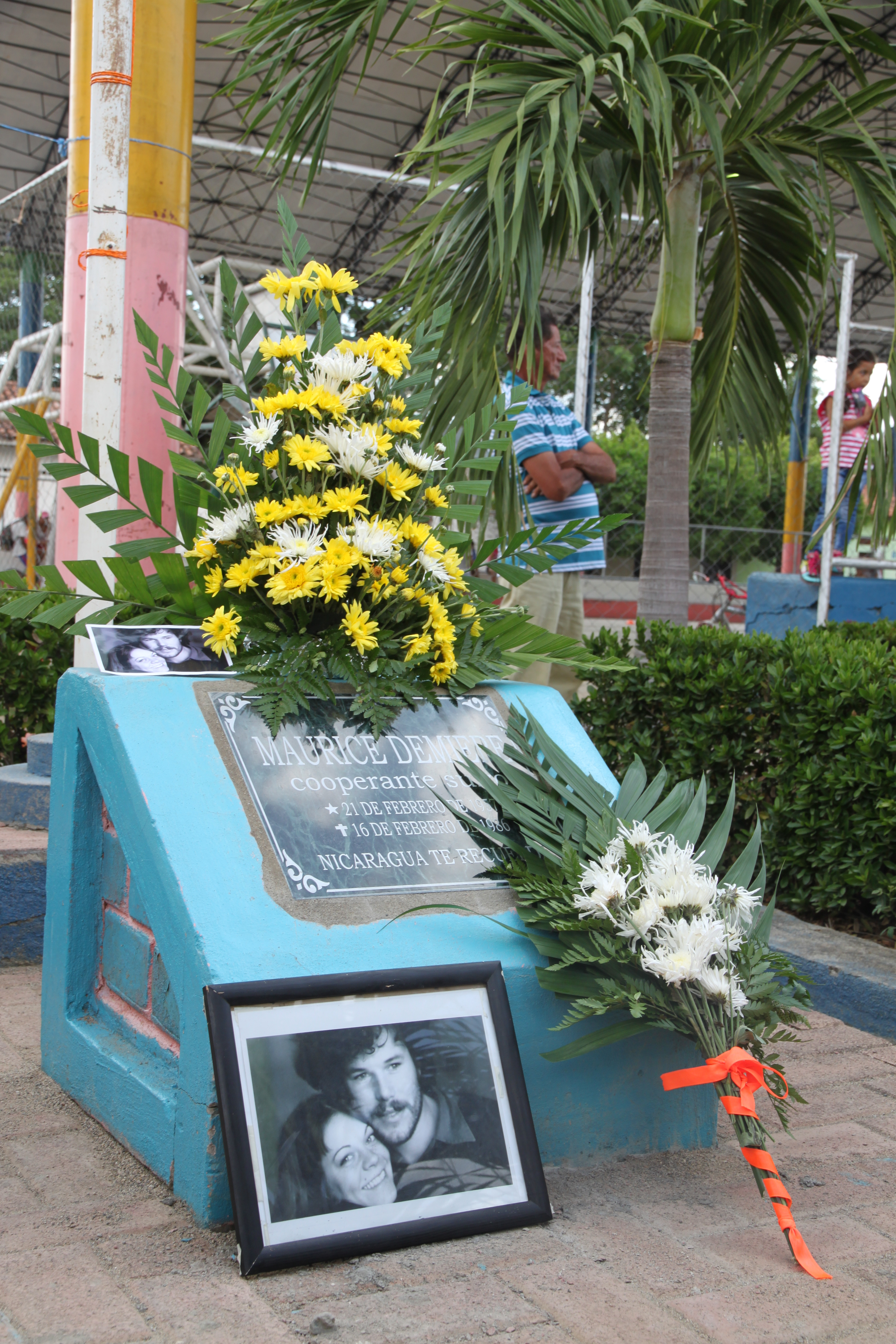
Lápida en homenaje a Maurice Demierre en el Parque Municipal de Somotillo, Nicaragua

Maurice Demierre (Bulle, Friburgo, Suiza, 24 de febrero de 1957 – Somotillo, Nicaragua, 16 de febrero de 1986) fue el primer voluntario suizo asesinado por los contras (antisandinistas) en Nicaragua.

## Biografía
Mauricio –como era llamado en Nicaragua– nació como segundo de 5 hermanas y hermanos el 24 de febrero de 1957 en Bulle, cantón suizo de Friburgo. Su padre era tipógrafo. Mauricio creció en una familia marcada del compromiso político y solidaridad cristiana. 
En 1975, hizo su examen final de secundaria en el colegio Saint-Michel en Friburgo; se tentó por el sacerdocio, pero finalmente optó por la agricultura y pasó un diploma de técnico agrícola en el instituto agrícola del Estado de Friburgo en Grangeneuve. A partir de 1977 hizo varias prácticas con los Discípulos de Emaus en Foggia, Italia, en Francia y en España; y trabajó en varias granjas en Suiza occidental, en pasturas de alta montaña. En 1977, se registró en la organización no gubernamental Frères sans frontières (hoy llamado E-changer). Objector de conciencia por sus ideales cristianos de no violencia, siendo condenado a 3 meses de cárcel en 1980.

## Compromiso en Nicaragua
A fin de 1982, llegó a Nicaragua como voluntario de la organización de ayuda Frères sans frontières con su compañera Chantal Bianchi. La pareja trabajaba en el mejoramiento de las condiciones de vida de campesinos del noroeste, formando técnicos agrícolas, y en la construcción de alojamientos en tres cooperativas: Los Hornos (Achuapa), Los Tololos (Villanueva) y Santa Teresa cerca de Somotillo. 
A partir de 1984 se encargó en la organización y acompañamento de Brigadas de Solidaridad suizas. La pareja estuvo activo también en una comunidad cristiana de base del Bloque Intercomunitario Pro Bienestar Cristiano (BIPBC), influenciado por el pensamiento de la Teología de la liberación. El 16 de febrero de 1986 Maurice, al conducir una camioneta con mujeres y niños a sus casas, fue asesinado él y cinco mujeres por salvas de contra-sandinistas.

## Repercusiones y consecuencias
El ministerio suizo de Asuntos Exteriores expresó su sentimiento a consecuencia de la muerte de Mauricio, pero renunció a elevar una protesta contra el gobierno de EE. UU. principal patrocinador de la contra antisandinista En el Parlamento y en la opinión pública la muerte de Mauricio seguida de otros varios internalistas (como el suizo Yvan Leyvraz, el francés Joël Fieux, los alemanes Albrecht [Tonio] Pflaum y Berndt Koberstein, y el estadounidense Benjamin Linder) cuestionando la posibilidad y el sentido del trabajo de cooperación en Nicaragua en un contexto de guerra y de polaridad ideológica. Finalmente, una delegación del Departamento federal de Asuntos Exteriores concluyó la continuación helvética, así las organizaciones privadas se vieron a partir de ahí obligadas a más prudencia.
30 años después de su morte Mauricio todavía está vivo en la memoria de gente de Somotillo y Villanueva.

### Libros
- Chantal Bianchi. Un peuple, une passion: Nicaragua. Maurice Demierre est vivant. Ed. de la Thièle, Yverdon-les-Bains 1987, OCLC 496175847.

- Jacques Depallens et allii. Nicaragua 1986: L'Aventure internationaliste de Maurice, Yvan, Joël et Berndt. CETIM, Ginebra 1996, ISBN 2-88053-023-7.

### Filme
- Qué viva Mauricio Demierre (y también la revolución). Film de Stéphane Goël, música Corinne Galland, Paco Lobo, Julien Sulser. Lausana, Climage 2006.